# ماتارو
ماتارو (به اسپانیایی: Mataró) یک شهرستان در اسپانیا است که در استان بارسلون واقع شده‌است.

## خصوصیات
ماتارو ۲۲٫۵۷ کیلومترمربع مساحت و ۱۲۲٬۹۳۲ نفر جمعیت دارد و ۲۸ متر بالاتر از سطح دریا واقع شده‌است.